# Tim Bassett
Eugene Timothy "Tim" Bassett (Washington D. C., 1 de abril de 1951- 9 de diciembre de 2018) fue un jugador de baloncesto estadounidense que disputó cuatro temporadas en la NBA, tres más en la ABA y una última en la liga italiana. Con 2,03 metros de estatura, jugaba en la posición de ala-pívot.

## Trayectoria deportiva

### Universidad
Jugó durante dos temporadas con los Bulldogs de la Universidad de Georgia, en las que promedió 14,4 puntos y 13,6 rebotes por partido. En 1973 fue incluido en el mejor quinteto elegido por los entrenadores de la Southeastern Conference.

### Profesional
Fue elegido en el puesto 106 del Draft de la NBA de 1973 por Buffalo Braves, y también por los San Diego Conquistadors en la segunda ronda del Draft de la ABA, fichando por estos últimos. Allí jugó dos temporadas, siendo la más destacada la segunda, en la que promedió 8,0 puntos y 7,3 rebotes por partido, el segundo mejor reboteador de su equipo por detrás de Caldwell Jones.
En 1975 fue traspasado a los New York Nets a cambio de Bobby Warren. En su primera temporada en el equipo se proclamaron campeones de la última edición de la ABA, derrotando en las Finales a los Denver Nuggets. Bassett promedió 4,8 puntos y 6,3 rebotes por partido.
Al año siguiente el equipo se incorporaría a la NBA, donde jugaría tres años más, hasta ser despedido en la temporada 1979-80 de la NBA. fichó entonces como agente libre por San Antonio Spurs, pero tras 5 partidos en los que promedió 2 puntos y 3 rebotes, fue nuevamente despedido.
Se marchó entonces a jugar al Pallacanestro Varese de la liga italiana, donde disputaría dos temporadas, en las que promedió 10,2 puntos y 11,2 rebotes por partido.

## Estadísticas de su carrera en la NBA y la ABA

### Temporada regular
| Temporada | Edad | Equipo                  | Liga  | P   | TIT | MIN  | TC  | TCA | %TC  | 3P  | 3PA | %3P  | TL  | TLA | %TL  | R.OF. | R.DEF. | REB | ASIS | ROB | TAP | PER | FP  | PTS |
| 1973-74   | 22   | San Diego Conquistadors | ABA   | 82  |     | 22.6 | 2.8 | 6.1 | .467 | 0.0 | 0.0 | .000 | 1.2 | 2.0 | .593 | 3.1   | 4.2    | 7.3 | 1.3  | 0.7 | 0.4 | 1.1 | 2.3 | 6.9 |
| 1974-75   | 23   | San Diego Conquistadors | ABA   | 72  |     | 27.8 | 3.4 | 7.2 | .471 | 0.0 | 0.1 | .750 | 1.1 | 2.0 | .562 | 2.9   | 4.4    | 7.3 | 1.6  | 0.6 | 0.5 | 1.3 | 2.2 | 8.0 |
| 1975-76   | 24   | New York Nets           | ABA   | 84  |     | 21.3 | 2.1 | 4.7 | .437 | 0.0 | 0.1 | .167 | 0.7 | 1.2 | .592 | 2.2   | 4.1    | 6.3 | 0.8  | 0.6 | 0.5 | 1.2 | 2.9 | 4.8 |
| 1976-77   | 25   | New York Nets           | NBA   | 76  |     | 32.1 | 3.9 | 9.7 | .396 |     |     |      | 1.3 | 2.3 | .571 | 2.3   | 6.1    | 8.4 | 1.4  | 1.3 | 0.7 |     | 3.2 | 9.0 |
| 1977-78   | 26   | New Jersey Nets         | NBA   | 65  |     | 22.7 | 2.3 | 5.9 | .388 |     |     |      | 0.8 | 1.5 | .515 | 2.2   | 4.0    | 6.2 | 1.0  | 1.0 | 0.5 | 1.2 | 2.8 | 5.4 |
| 1978-79   | 27   | New Jersey Nets         | NBA   | 82  |     | 18.4 | 1.4 | 3.8 | .371 |     |     |      | 1.1 | 1.6 | .679 | 2.1   | 3.0    | 5.1 | 1.2  | 0.5 | 0.4 | 1.3 | 2.7 | 3.9 |
| 1979-80   | 28   | TOTAL                   | NBA   | 12  |     | 13.7 | 1.0 | 2.8 | .353 | 0.0 | 0.0 |      | 0.8 | 1.3 | .667 | 0.9   | 1.8    | 2.8 | 1.2  | 0.7 | 0.0 | 0.8 | 2.3 | 2.8 |
| 1979-80   | 28   | New Jersey Nets         | NBA   | 7   |     | 13.1 | 1.1 | 3.1 | .364 | 0.0 | 0.0 |      | 1.1 | 1.7 | .667 | 1.0   | 1.6    | 2.6 | 0.6  | 0.7 | 0.0 | 0.6 | 2.0 | 3.4 |
| 1979-80   | 28   | San Antonio Spurs       | NBA   | 5   |     | 14.4 | 0.8 | 2.4 | .333 | 0.0 | 0.0 |      | 0.4 | 0.6 | .667 | 0.8   | 2.2    | 3.0 | 2.0  | 0.6 | 0.0 | 1.0 | 2.6 | 2.0 |
| Total     |      |                         | TOTAL | 473 |     | 23.7 | 2.6 | 6.1 | .423 | 0.0 | 0.1 | .286 | 1.0 | 1.8 | .588 | 2.4   | 4.2    | 6.7 | 1.2  | 0.8 | 0.5 | 1.2 | 2.7 | 6.2 |
|           |      |                         | ABA   | 238 |     | 23.7 | 2.7 | 5.9 | .460 | 0.0 | 0.1 | .286 | 1.0 | 1.7 | .582 | 2.7   | 4.2    | 6.9 | 1.2  | 0.6 | 0.5 | 1.2 | 2.5 | 6.5 |
|           |      |                         | NBA   | 235 |     | 23.8 | 2.4 | 6.3 | .388 | 0.0 | 0.0 |      | 1.1 | 1.8 | .595 | 2.1   | 4.2    | 6.4 | 1.2  | 0.9 | 0.5 | 1.2 | 2.9 | 5.9 |

### Playoffs
| Temporada | Edad | Equipo                  | Liga  | P  | MIN | TCA | TC  | 3PA | 3P | TLA | TL | R.OF. | REB | ASIS | ROB | TAP | PER | FP | PTS | %TC  | %3P  | %FT   | MIN  | PTS  | REB  | AST |
| 1973-74   | 22   | San Diego Conquistadors | ABA   | 6  | 244 | 40  | 77  | 0   | 0  | 8   | 12 | 47    | 89  | 20   | 3   | 7   | 13  | 18 | 88  | .519 |      | .667  | 40.7 | 14.7 | 14.8 | 3.3 |
| 1975-76   | 24   | New York Nets           | ABA   | 13 | 312 | 37  | 81  | 0   | 1  | 8   | 11 | 38    | 93  | 9    | 6   | 7   | 11  | 46 | 82  | .457 | .000 | .727  | 24.0 | 6.3  | 7.2  | 0.7 |
| 1978-79   | 27   | New Jersey Nets         | NBA   | 2  | 17  | 2   | 5   |     |    | 2   | 2  | 2     | 2   | 0    | 0   | 0   | 1   | 4  | 6   | .400 |      | 1.000 | 8.5  | 3.0  | 1.0  | 0.0 |
| 1979-80   | 28   | San Antonio Spurs       | NBA   | 3  | 19  | 1   | 2   | 0   | 0  | 0   | 0  | 1     | 1   | 0    | 0   | 0   | 1   | 7  | 2   | .500 |      |       | 6.3  | 0.7  | 0.3  | 0.0 |
| \| Total  |      |                         | TOTAL | 24 | 592 | 80  | 165 | 0   | 1  | 18  | 25 | 88    | 185 | 29   | 9   | 14  | 26  | 75 | 178 | .485 | .000 | .720  | 24.7 | 7.4  | 7.7  | 1.2 |
|           |      |                         | ABA   | 19 | 556 | 77  | 158 | 0   | 1  | 16  | 23 | 85    | 182 | 29   | 9   | 14  | 24  | 64 | 170 | .487 | .000 | .696  | 29.3 | 8.9  | 9.6  | 1.5 |
|           |      |                         | NBA   | 5  | 36  | 3   | 7   | 0   | 0  | 2   | 2  | 3     | 3   | 0    | 0   | 0   | 2   | 11 | 8   | .429 |      | 1.000 | 7.2  | 1.6  | 0.6  | 0.0 |